# Kuncin (Ort)
Kuncin (auch Kungshing) ist ein osttimoresischer Ort im Suco Bocolelo (Verwaltungsamt Laulara, Gemeinde Aileu).

## Geographie und Einrichtungen
Kuncin liegt südlich des Zusammenflusses von Rio Comoro und Beinas, im Norden der Aldeia Kuncin, in einer Meereshöhe von 117 m. Am gegenüberliegenden Ufer befindet sich nordwestlich die Gemeinde Liquiçá mit ihrem Suco Tibar (Verwaltungsamt Bazartete) und nordöstlich die Gemeinde Dili mit dem Suco Dare (Verwaltungsamt Vera Cruz). In Dare befindet sich als nächster Ort Casnafar. Die Überlandstraße, die von der Landeshauptstadt Dili im Norden durch Casnafar nach Kuncin führt, folgt dem Ostufer des Rio Comoros zum Ort Ermequi und weiter bis zur Gemeindehauptstadt Aileu im Süden. Eine zweite Straße führt direkt Richtung Süden durch das zweite Siedlungszentrum der Aldeia Kuncin und weiter nach Nunsena und anderen Weilern und Dörfern, bis sie wieder auf die Überlandstraße nach Aileu trifft.
Im Ort Kuncin befinden sich die Grundschule Kuncin und das Haus des Chefe de Aldeia Kuncin. Am 5. Juli 2021 wurde in Kuncin eine permanente Polizeistation eröffnet.